# Antares Airtransport
Antares Airtransport war eine am Flugplatz Rothenburg/Görlitz ansässige deutsche Fluggesellschaft. Sie betrieb Fracht- und Passagierflüge im Rahmen von Executive-Charter. Das Unternehmen wurde im Jahr 2001 gegründet. Der Betrieb wurde 2005 eingestellt.
Das Vorläuferunternehmen Aerotec Maintenance und Service Gesellschaft mbH wurde am 20. November 1999 in Frankfurt am Main aus einer Vorratsgesellschaft heraus gegründet. Geschäftsführer war Jürgen Nappe. Zu diesem Zeitpunkt handelte es sich um einen Technikdienstleister für die Luftfahrt und Händler für Luftfahrzeuge und Ersatzteile. Am 8. Mai 2000 erfolgte die Sitzverlegung nach Rothenburg/Oberlausitz. Am 28. März 2001 erfolgte die Umwandlung in die Aerotec Maintenance und Service Aktiengesellschaft. Vorstand war Jürgen Nappe. Am 12. September 2001 wurde der Name zu Antares Maintenance und Service Aktiengesellschaft geändert. Ende 2001 wurde der gewerbliche Luftverkehr in die Gesellschaftssatzung aufgenommen. Am 25. Mai 2005 eröffnete das Amtsgericht Dresden ein Insolvenzverfahren gegen das Vermögen des Unternehmens. Am 2. August 2010 wurde das Unternehmen wegen Vermögenslosigkeit aus dem Handelsregister gelöscht. Die Betriebserlaubnis war Antares am 31. Januar 2007 entzogen worden.

## Flotte
- 4 Let L-410 (D-CLET/D-CLED/D-COXB/D-COXC)[6]
- 1 ATR 72